# Le Récupérateur de cadavres
Pour plus de détails, voir Fiche technique et Distribution.
Le Récupérateur de cadavres (The Body Snatcher, ou plus précisément, Robert Louis Stevenson's The Body Snatcher) est un film américain réalisé par Robert Wise, sorti en 1945.
Le film est une adaptation de la nouvelle Le Voleur de cadavres de l'écrivain écossais Robert Louis Stevenson publiée en décembre 1884. L'histoire s'inspire des meurtres de Burke et Hare, un fait divers qui secoua Édimbourg dans les années 1827-1828 et dans lequel fut impliqué le docteur Robert Knox, célèbre anatomiste écossais.
Boris Karloff y retrouve son rival de toujours, Bela Lugosi, dans un petit rôle.

## Synopsis
Le docteur Toddy Mac Farlane ayant besoin de cadavres pour ses recherches en médecin demande à Gray, un pilleur de tombes de lui fournir des corps. Les demandes de Mac Farlade vont devenir grandes. Gray va devoir employer une autre méthode en tuant délibérement une jeune chanteuse des rues. Cela permettra ensuite d'opérer une jeune fille paralysée. Mais les meurtres ne vont pas en rester là et vont se succéder.

## Fiche technique
- Titre original : The Body Snatcher
- Titre français : Le Récupérateur de cadavres
- Réalisation : Robert Wise
- Scénario : Philip MacDonald, Carlos Keith, d'après la nouvelle Le Voleur de cadavres de Robert Louis Stevenson
- Direction artistique : Albert S. D'Agostino, Walter E. Keller
- Décors : Darrell Silvera, John Sturtevant
- Costumes : Renie
- Photographie : Robert de Grasse
- Son : Bailey Fesler
- Montage : J. R. Whittredge
- Musique : Roy Webb
- Production : Val Lewton
- Société de production : RKO Radio Pictures, Inc.
- Société de distribution :  RKO Radio Pictures, Inc.
- Pays d’origine :  États-Unis
- Langue : anglais
- Format : Noir et blanc - 35 mm - 1,37:1 -  Son mono
- Genre : Film d'horreur
- Durée : 78 minutes
- Dates de sortie :
  - États-Unis : 25 mai 1945 (première à New-York)

## Distribution
- Boris Karloff : John Gray
- Bela Lugosi : Joseph
- Henry Daniell : Dr Toddy MacFarlane
- Edith Atwater : Meg Cameron
- Russell Wade : Donald Fettes
- Rita Corday : Mme Marsh
- Sharyn Moffett : Georgina Marsh
- Donna Lee : la chanteuse de rue
- Robert Clarke : Richardson
- Carl Kent : Gilchrist
- Jack Welch : un garçon
- Larry Wheat : un vendeur dans la rue
- Mary Gordon : Mme McBride
- Jim Moran : le vendeur de chevaux
- Aina Constant : une servante